# Östersjöns utvecklingshistoria

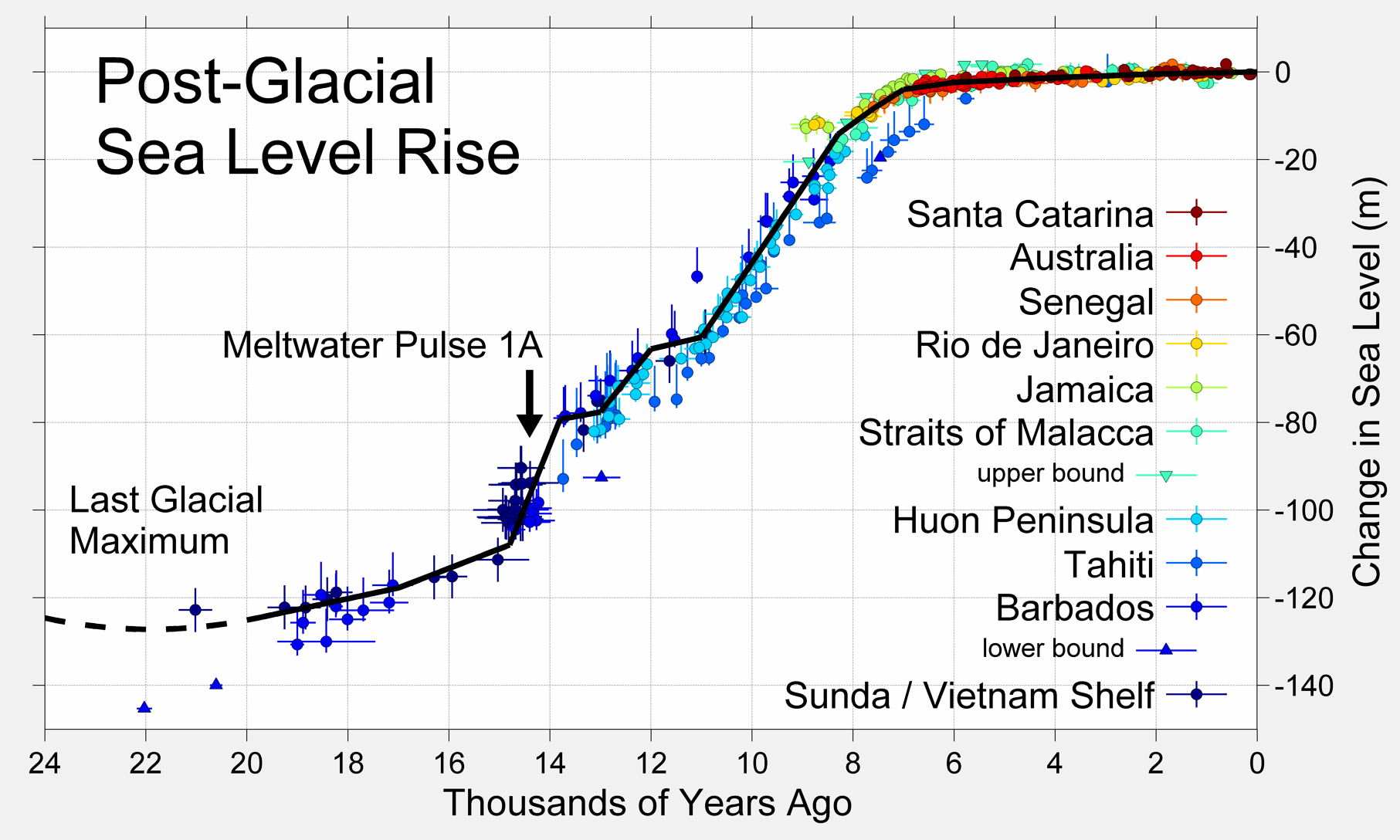
Den postglaciala havsnivåhöjning som, i kombination med landhöjningen, resulterade i en serie sjöar och hav som till slut blev Östersjön.

Mellan det som idag är Sverige och Finland finns en sänka, Östersjösänkan, som omväxlande varit fylld med salt-, brack- eller sötvatten, allteftersom avsmältning, landhöjning och havsnivåändringar öppnat eller stängt förbindelser till världshaven. Tidsgränserna som ges mellan de olika faserna är ungefärliga (och delvis omstridda).

## Eemhavet130 000–115 000f.Kr.
Eemhavet kallas det hav som under Eem-interglacialen för 130 000–115 000 år sedan antas ha omgivit Skandinavien-Finland som en stor ö. Eemhavet upptog Östersjösänkan med breda förbindelser över Själland till Nordsjön och troligen även över Karelen med Vita havet och Norra ishavet.

## Baltiska issjön13 000–9 500f.Kr.
Baltiska issjön var en stor färskvattensjö och en föregångare till Östersjön.
Den skapades då inlandsisen i den senaste skandinaviska istiden, Weichsel, gradvis började att dra sig tillbaka för cirka 15 000 år sedan. I samband med detta bildades en färskvattenreservoar i södra delen av Östersjöbassängen. Sjön var uppdämd dels av de omgivnade landområdena och av inlandsisen. Utloppet gick via väldiga vattenfall i Öresund.
I yngre dryas tid hade isen dragit sig tillbaka mot norr, så att Baltiska issjön var skild från västerhavet endast av Billingen. Den tappades slutligen ut via en passage som uppstod mellan isfronten och Billingen; på bara drygt ett år sjönk vattenytan med 25 meter ner till havsytans nivå.

## Yoldiahavet9 500–8 800f.Kr.

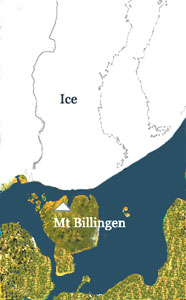
Yoldiahavets utlopp

Yoldiahavet är geologernas namn på nästa fas i Östersjöbassängens historia, som rådde efter att den Baltiska issjön tömts och vattenytan intog samma nivå som världshaven. Tidigare antog man att Yoldiahavet varit bräckt, men nyare undersökningar visar att Yoldiahavet endast var bräckt en kort tid runt 9 200 f.Kr., och därefter blev sött.
Allt vattenutbyte mellan Yoldiahavet och Västerhavet skedde via sund i Mellansverige, först via smala sund i den nordliga delen av Hökensås och senare, i samband med det huvudsakliga saltvatteninflödet, via sund i Närke. Brackvattenförhållanden rådde dock endast under en cirka 150–200 år lång period under Yoldiahavets mellersta del. Under den tiden invandrade saltvattensorganismer till Östersjön, förutom musslan Yoldia arctica (idag Portlandia arctica), som gett Yoldiahavets dess namn, även enstaka arter av foraminiferer som Elphidium excavatum och musselkräftor som Cytheropteron montrosiense.

## Ancylussjön8 800–7 800f.Kr.

Ancylusjön 7500 f.Kr. De sista resterna av inlandsisen syns i vitt.

Ancylussjön uppstod ungefär 8 700 f.Kr. eller ännu något tidigare, när landhöjningen efterhand stängde förbindelsen med havet genom Mellansverige så förbindelsen mellan Yoldiahavet och Västerhavet blev allt grundare. De salta bottenströmmarna kunde inte tränga in i Östersjöbäckenet och det uppstod en sötvattensjö – Ancylussjön.
Ancylussjöns utlopp var genom Göta älv och Steinselva/Otteidsundet. Vänern fanns inte utan var en vik i Ancylussjön. Tidigare teorier att Svea älv har utgjort ett utlopp har visat sig felaktiga.
Sjöytan höjdes fram till ungefär 8 300 f.Kr. då den var minst 10 meter högre än Västerhavet. I söder höjdes ytan med 25 meter medan ytan inte höjdes alls i norr eftersom landhöjningen dominerade. I Hanöbukten i Skåne dränktes tallskogar som man fortfarande kan hitta rester av i Östersjön ner till 35 meters djup. Ytan sänktes sedan på mindre än 200 år och var 8 000 f.Kr. nere på samma nivå som havsytan.

### Landet har höjt sig jämfört med Ancylussjöns nivå
Ancylusgränsen (AG), även kallad Ancylusvallen där Ancylussjön kvarlämnat en strandvall på sin högsta nivå. Ancylusvallen är belägen omkring 100 meter över havet i Mellansverige, 25–40 meter över havet på Gotland, några meter över havsytan i Blekinge och under havsytan i Skåne. Tydligast syns Ancylusvallen på Öland och Gotland, samt efter vissa delar av Smålandskusten. Från Blekinge och söderut har Ancylusvallen utplånats av senare havsnivåhöjningar.
Inflödet av saltvatten var till en början svaga och sporadiska men så småningom övergick Ancylussjön i Littorinahavet. Övergångsstadiet mellan sötvatten och saltvatten kallas för Mastogloiahavet. Ancylussjön har fått sitt namn av flodhättesnäckan (Ancylus fluviatilis) som lever i sötvatten.

## Littorinahavet7 800–1 000f.Kr.

Litorinahavet omkring 7000 år före nutid (5000 f.Kr.).

Ancylussjön hade ingen förbindelse med världshaven och påverkades därför inte av havsytans höjning. Men allt eftersom klimatet blev varmare fortsatte de arktiska isarna att smälta och havsytan steg. Så småningom höjde sig havet så mycket att det trängde in över Öresundsområdet, och ungefär 7 800 f. Kr kom saltvatten in i Östersjöbäckenet. Det nya saltvattenshav som bildades kallas Littorinahavet efter vanlig strandsnäcka (Littorina littorea) som lever i saltvatten. Traditionellt har dock inte Littorinahavsfasen ansetts börja förrän 6 500 f.Kr. I början var salthalten inte särskilt hög. Geologen Henrik Munthe delade in Littorinahavet i tre faser: det tidigaste mindre salta Mastogloiahavet, det egentliga Littorinahavet och Limnaeahavet. Limneahavet räknas dock numera ofta som ett eget stadium.
Det dröjde flera hundra år innan salthalten nådde sitt maximum, vilket enligt äldre undersökningar skulle ha infallit mellan 5 000 och 1 000 f.Kr. Den maximala salthalten i Stockholmstrakten har antagits varit omkring 1,6 %, vilket skall jämföras med dagens 0,5–0,6 %.
Littorinahavet hade syrefattiga bottnar, vilket visar sig i svarta ränder i sedimenten på grund av döda bottnar.
Den snabba landhöjningen gjorde till en början att de postglaciala havsnivåhöjningarna inte märktes i stora delar av Sverige. 6 300–4 900 f.Kr. skedde en kraftig höjning av havsvattennivån, följd av småskaliga svängningar 4 900–1 200 f.Kr, följd av en havsnivåsänkning. Eftersom Östersjön under Littorinahavet hade kontakt med världshaven påverkades den nu av havsnivåhöjningarna.
Nivåhöjningen i samband med havsnivåhöjningen kallas Littorinatransregressionen. I själva verket handlar det om flera transregressioner. Den vall som littorinahavets högsta kustlinje lämnat efter sig kallas littorinavallen. I Skåne finns den omkring 4 meter över havet, i Blekinge 7,5 meter över havet, på södra Gotland 15 meter över havet och på norra Gotland 27 meter över havet, i Kolmården 45 meter över havet, i Stockholmstrakten 53 meter över havet och i Gävletrakten 80 meter över havet. Norr om Gävle har landhöjningen hela tiden varit snabbare än havsnivåhöjningarna och någon Littorinatransregression har inte infallit.
I Stockholmstrakten har man konstaterat fyra transregressioner under littorinahavets utbredning, de två första ägde rum mellan 5 825 och 4 850 f.Kr., den tredje 3 100 f.Kr. och den fjärde omkring 1 800 f.Kr.
Littorinavallen är särskilt tydlig på Gotland, där den kan följas tydligt i landskapet miltals. Särskilt söder om Kalmar blir de olika littorinavallarna så många att det kan vara svårt att urskilja vilken som är yngst. Längs Skånes södra och sydvästra kust bildar den ett komplext system, Järavallen.

## Limneahavet1 000f.Kr.–nutid
När Littorinahavet var som störst var förbindelserna med världshaven betydligt bredare och djupare än nu. Salthalten var också högre. Emellertid avtog havsytans stigning men landhöjningen fortsatte. Detta ledde till att förbindelserna blev grundare och smalare och allt mindre saltvatten kom in i Östersjöbäckenet. En långsam minskning av salthalten blev följden. Detta stadium av Östersjön brukar kallas Limneahavet efter sötvattensnäckan Limnea ovata.